# قلب الأسد (نجم)
قلب الأسد أو المَلَكي أو المليك أو الملك الصغير أو ألفا الأسد (بالإنجليزية: Regulus أو Alpha Leonis أو α Leonis، وتُختصر إلى Alpha Leo أو α Leo) هو ألمع نجوم كوكبة الأسد على الإطلاق، وهو أيضاً النجم الحادي والعشرين (21) من حيث اللمعان في السماء (في كلا نصفي الكرة الأرضية) حيث يبلغ قدره 1,35 ويبعد عنا 79 سنة ضوئية. يحجب القمر باستمرار نجم المليك وأحياناً يحجبه أيضاً كوكبا عطارد والزهرة لكنه أمر نادر الحدوث. ولن تحجب أية كواكب أخرى نجم المليك خلال البضعة آلاف سنة القادمة وذلك بسبب مداراتهم.
تبلغ كتلة نجم المليك 3,5 أضعاف كتلة الشمس وهو نجم يافع حيث يبلغ عمره بضعة مئات الملايين من السنين فقط. حسب التصنيف النجمي يعد تصنيف نجم المليك "k2" أي أن حرارته تبلغ 4200 كلفن تقريباً.
إن نجم المليك في الواقع ليس نجما واحداً بل هو نجم متعدد (وهو نوع من الأنظمة النجمية)، حيث يتكون نظام المليك النجمي من أربع نجوم. ويعتقد العلماء أن «المليك أ» هو قزم أبيض أما «المليك ب» فهو نجم قزم لكن لا نعرف نوعه. أما «المليك ج» فهو نجم أحمر صغير وهو أضعف النجوم الأربعة من حيث جاذبيته.
|  |  |

## اقرأ أيضا
- السماك الأعزل
- رأس التوأم المؤخر
- قزم أبيض
- الانفجار العظيم
- خط زمني للانفجار العظيم
- ثقب أسود
- انفجار أشعة غاما 080319B
- انفجار أشعة غاما 090423
- انفجار أشعة غاما 971214
- انفجار أشعة غاما 080916C
- انفجار أشعة غاما 060218
- مستعر أعظم من النوع II
- مستعر أعظم من النوع Ia
- مستعر أعظم
- نجم كواركي
- السماك الأعزل